# Захаров, Виктор Николаевич (сапёр)
Виктор Николаевич Захаров (1901―1981) ― якутский охотник, обнаружил богатейшее месторождение слюды-флогопита в Якутии. Участник Великой Отечественной войны, сапёр, ефрейтор. В 1944 году был представлен к званию Героя Советского Союза.

## Биография
Родился 7 февраля 1901 года в селе Чекунда, Хабаровский край.
Был профессиональным охотником. До войны обнаружил богатейшее месторождение слюды-флогопита в Алданском районе Якутии. Прибывшая на то место геологическая экспедиция подтвердила огромные залежи слюды.
В 1943 году мобилизован в Красную Армию. Воевал в составе 135-го отдельного моторизованного штурмового инженерно-саперного Краснозаменного Повгородского батальона на Карельском фронте.
После войны Захаров так написал в своих воспоминаниях:
```
«Первое боевое крещение я принял при форсировании реки Свирь при городе Ладейное поле, и в первом же бою был награждён орденом Красной Звезды. Нашему отделению в семь человек командир дал задание построить мост через траншею. Командир отделения был ранен, когда шёл к командиру роты. Я заменил его, и построили мост, пошли машины с понтоном для строительства моста через Свирь. Мы тоже сразу сдали инвентарь младшему лейтенанту второй роты и пошли строить мост. По берегу полно войск, строят мост, плавят к нам и присоединяют к нашему. Построили мост и пошли дальше».
```

В августе 1944 года участвовал в боях за освобождение Карелии. Отличился при освобождение высоты Кариквали в районе города Мурманск, где снова повторил свой подвиг у реки Свирь, первым ворвался в окопы немцев, что позволило другим отделениям овладеть этой высотой.
За этот успешный прорыв обороны противника был награждён орденом Отечественной войны I степени. За отличие боевые действия ему было объявлено пять благодарностей Верховного главнокомандующего И. Сталина.
3 ноября 1944 года командир батальона майор Жданов в наградном листе В. Захарова написал:
```
«8 октября 1944 года, действуя в штурмовой группе лейтенанта Журавлёва, товарищ Захаров участвовал в штурме укреплённого рубежа на высоте 373,1. Ефрейтор Захаров, рискуя жизнью, под шквальным огнём противника подобрался к доту, из которого противник вёл пулемётный огонь по нашей пехоте. Пехота залегла, и штурм опорного пункта скрывался. Тов. Захаров броском двух противотанковых гранат заставил замолчать огневую точку противника. С уничтожением дота стрелки 60 сп заняли высоту и закрепились на ней. За проявленную храбрость и отвагу ефрейтор Захаров достоин награждения высшей правительственной награды – присвоения звания Героя Советского Союза. Командир батальона майор Жданов. 18 октября 1944 года». (Подлинник. Архив МО СССР, копия – улусный государственный архив).
```

Умер 16 августа 1981 года.

## Награды
- Орден Отечественной войны I степени
- Орден «Красной Звезды»
- Медаль «За оборону Советского Заполярья»
- Медаль «За отвагу»
- Представлен к званию «Герой Советского Союза»
- Значок «Отличный разведчик»